# NPO FunX
NPO FunX ist das siebte Hörfunkprogramm der niederländischen öffentlich-rechtlichen Rundfunkanstalt Nederlandse Publieke Omroep. Die Zielgruppe des Senders sind Hörer im Alter von 15 bis 35 Jahren.

## Geschichte

Logo bis 2013

Der Sendebetrieb von NPO FunX begann am 6. August 2002. Seit einem Relaunch am 19. August 2014 trägt der Sender den Zusatz NPO im Namen.

## Programm
Das Programm besteht aus Hip-Hop und R&B-Musik.
Der Sender bietet zusätzlich Web-Streams mit verschiedenen Musikrichtungen an:
- FunX Arab
- FunX Fissa
- FunX Hip Hop
- FunX Latin
- FunX Afro
- FunX Slow Jamz

In den Web-Streams werden stündlich Nachrichten zur vollen Stunde gesendet.

## Empfang
Das Programm kann in den Niederlanden lokal über UKW in den Städten Utrecht (96,1 MHz, 2 kW), Rotterdam (91,8 MHz, 4 kW), Amsterdam (96,1 MHz, 0,37 kW) und Den Haag (98,4 MHz, 0,35 kW), im Kabel, landesweit terrestrisch über DAB+ (Kanal 12C) sowie europaweit unverschlüsselt über Astra 23,5° Ost (12.188 MHz horizontal) empfangen werden. FunX Slow Jamz und FunX Fissa werden zusätzlich über DAB+ verbreitet.